# ザベル (キリキア・アルメニア王国女王)
ザベル（アルメニア語: Զապել）またはイザベル（1211年 - 1252年1月23日）は、キリキア・アルメニア王国の女王（在位:1219年 - 1252年）である。アルメニアにおける悲劇の女性として知られる。

## 生涯
ザベルは、キリキア・アルメニア王国の王家、ルーベン家に生まれた。父であるレヴォン2世が1219年に急死すると、わずか7歳だったザベルは、女王として即位することとなる。その後、摂政となったアルメニアの大貴族ヘトゥム家のパペロンのコスタンティンは専横を極め、ザベルの夫としてアンティオキア公ボエモン4世の息子フィリップを選んだ。しかし、1224年にコンスタンティンは自らの意向に沿わないフィリップを投獄して殺害した。
コンスタンティンは自らの息子ヘトゥムと結婚するようにザベルに迫った。ザベルはその意に従わず、コンスタンティンのもとから逃れてセレウキアで修道女となった。だが、コンスタンティンはセレウキアにおいてザベルを捕らえ、連れ戻して還俗させた。コンスタンティンはザベルを牢獄に監禁して、ヘトゥムとの結婚を強要した。囚われの身となったザベルはヘトゥムとの結婚をなお拒んだが、ヘトゥムによりたびたび凌辱されて妊娠し、ついに1226年にヘトゥムとの結婚を受け入れた。ヘトゥムは王として即位し、ザベルを形式上の共同統治者とした。こうして、ヘトゥム朝が成立した。
当初、この再婚はローマ教皇の認めるところとならなかったが、1237年にはローマ教皇が承認した。ザベルはレヴォン3世をはじめとする7人のヘトゥムの子を生んだ。そして、ザベルは1252年に亡くなった。

## 子女

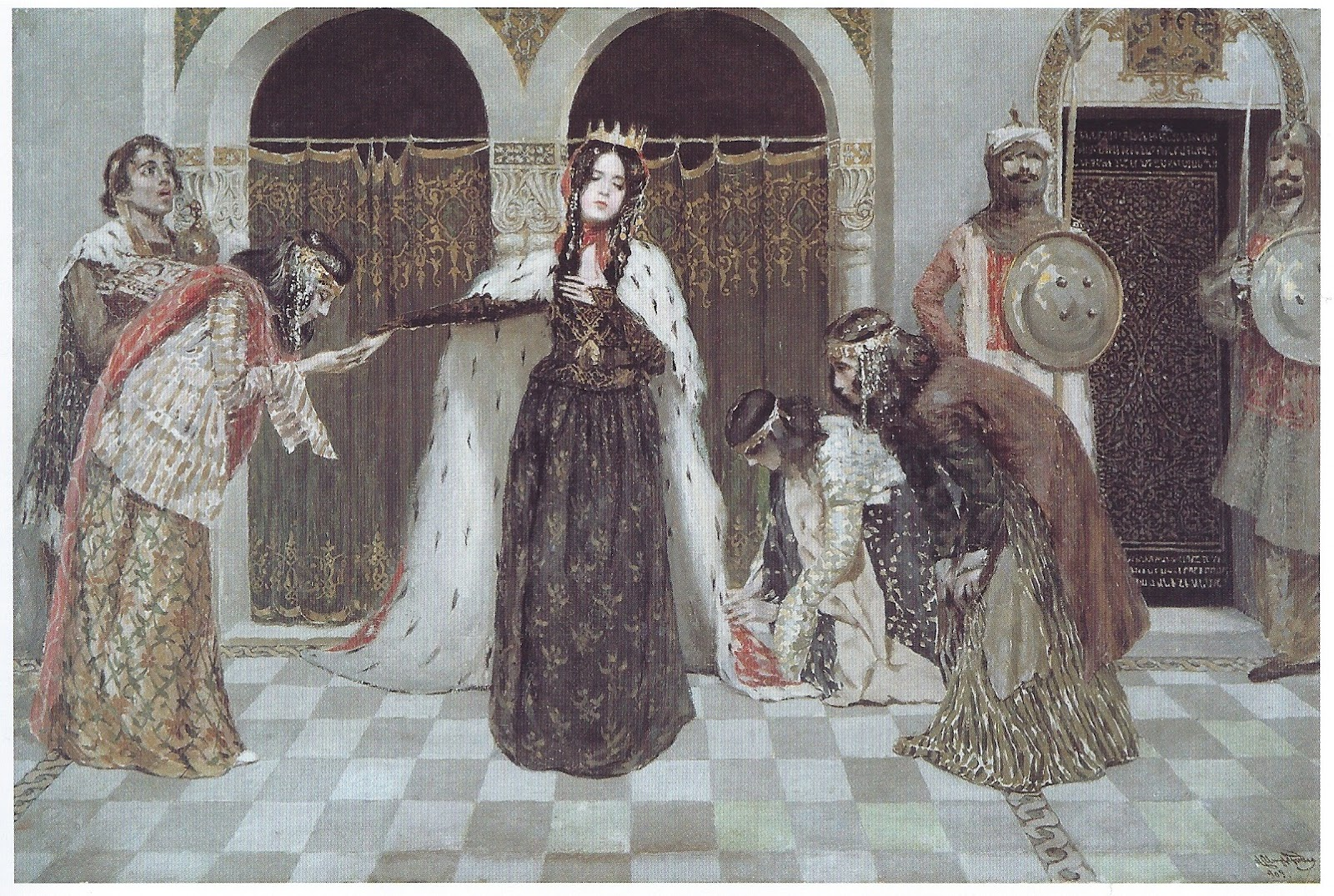
『ザベル女王の復位』 (ヴァルドゲス・スレニャンツ筆、1909年)

1221年に結婚したアンティオキア公子フィリップとの間には子女はいない。
1226年に結婚したヘトゥム1世との間に以下の子女をもうけた。
- ユーフェミア[1]（? - 1309年） - シドン領主ジュリアン（? - 1275/6年）と結婚
- マリア（? - 1310年以降） - ギー・ディブランと結婚
- シビリア（? - 1290年） - アンティオキア公ボエモン6世と結婚
- リタ（? - ?） - Servantikar領主コスタンティンと結婚
- レヴォン3世（1236/7年 - 1289年） - キリキア・アルメニア王
- ソロス（1244年 - 1266年）
- ザベル（? - 1268年頃）